# Isanthrene profusa
Isanthrene profusa är en fjärilsart som beskrevs av George Francis Hampson 1898. Isanthrene profusa ingår i släktet Isanthrene och familjen björnspinnare. Inga underarter finns listade i Catalogue of Life.